# Tachys pulchellus
Tachys pulchellus är en skalbaggsart som beskrevs av Laferte. Tachys pulchellus ingår i släktet Tachys och familjen jordlöpare. Inga underarter finns listade i Catalogue of Life.